# Îles Vierges britanniques aux Jeux olympiques d'été de 2008
Les Îles Vierges britanniques participent aux Jeux olympiques d'été de 2008 à Pékin.

## Athlètes engagés
Seulement deux athlètes participent à ces jeux
- Tahesia Harrigan, sprinteuse qui participe à l'épreuve du 100m et du 200m
- Eric Matthias, lanceur de disque

## Liste des médaillés

### Médailles d'Or
| Sport            | Discipline | Sportifs | Performance |
| Médailles d'or : |            |          |             |

### Médailles d'Argent
| Sport                | Discipline | Sportifs | Performance |
| Médailles d'argent : |            |          |             |

### Médailles de Bronze
| Sport                 | Discipline | Sportifs | Performance |
| Médailles de bronze : |            |          |             |